# Словачка на Европском првенству у атлетици на отвореном 2014.
Словачка је учествовала на Европском првенству у атлетици на отвореном 2014. одржаном у Цириху од 12. до 17. августа. Репрезентацију Словачке представљало је 28 спортиста (12 мушкараца и 16 жена) који су се такмичили у 17 дисциплина (7 мушких и 12 женских).
На овом првенству Словачка је делила седамнаесто место по броју освојених медаља са 2 медаље и то сребрне. Оборена су два национална и четири лични рекорд, остварена су два лична резултата сезоне. У табели успешности према броју и пласману такмичара који су учествовали у финалним такмичењима (првих 8 такмичара) Словачка је са 6 учесника у финалу заузела 17. место са 22 бодова.
| Пл. | Земља    | 1. место | 2. место | 3. место | 4. место | 5. место | 6. место | 7. место | 8. место | Бр. фин. | Бодови |
| --- | -------- | -------- | -------- | -------- | -------- | -------- | -------- | -------- | -------- | -------- | ------ |
| 17. | Словачка | -        | 2-14     | -        | -        | -        | 1-3      | 2-4      | 1-1      | 6        | 22     |

## Учесници
| Мушкарци: - Јозеф Репчик — 800 м - Вилијам Папшо — 110 м препоне - Антон Кучмин — 20 км ходање - Патрик Спевак — 20 км ходање - Душан Мајдан — 50 км ходање - Мартин Тистан — 50 км ходање - Матеј Тот — 50 км ходање - Матуш Бубеник — Скок увис - Лукаш Бер — Скок увис - Марцел Ломницки — Бацање кладива - Патрик Женух — Бацање копља - Мартин Бенак — Бацање копља | Жене: - Александра Безекова — 100 м - Ленка Кршакова — 100 м, 200 м - Ивета Путалова — 400 м, 4 х 400 м - Луција Клосова — 1.500 м - Катарина Берешова — 10.000 м - Луција Сланикова — 400 м препоне - Силвија Салговицова — 4 х 400 м - Александра Штукова — 4 х 400 м - Андреа Холјеиова — 4 х 400 м - Мариа Цзакова — 20 км ходање - Марија Галикова — 20 км ходање - Јана Велдјакова — Скок удаљ - Дана Велдјакова — Троскок - Мартина Храшнова — Бацање кладива - Никола Ломницка — Бацање кладива - Лусија Мокрашова — Седмобој |  |

## Освајачи медаља (2)

### Сребро (2)
| - Матеј Тот — 50 км ходање | - Мартина Храшнова — Бацање кладива |

## Резултати

### Мушкарци
| Атлетичар       | Дисциплина     | Лични рекорд | Квалификације | Квалификације | Полуфинале            | Полуфинале           | Финале                | Финале       | Детаљи |
| Атлетичар       | Дисциплина     | Лични рекорд | Резултат      | Место         | Резултат              | Место                | Резултат              | Место        | Детаљи |
| --------------- | -------------- | ------------ | ------------- | ------------- | --------------------- | -------------------- | --------------------- | ------------ | ------ |
| Јозеф Репчик    | 800 м          | 1:44,94 НР   | 1:47,90 КВ    | 3. у гр. 4    | 1:46,94 кв, ЛРС       | 5. у гр. 1           | 1:46,29 ЛРС           | 7 / 34       |        |
| Вилијам Папшо   | 110 м препоне  | 13,83        | 14,19         | 6. у гр. 3    | Није се квалификовао  | Није се квалификовао | Није се квалификовао  | 29 / 30 (32) |        |
| Антон Кучмин    | 20 км ходање   | 1:21:59      |               |               |                       |                      | 1:25:07               | 20 / 28 (34) |        |
| Патрик Спевак   | 20 км ходање   | 1:26:14      | 1:31:30       | 28 / 28 (34)  |                       |                      |                       |              |        |
| Душан Мајдан    | 50 км ходање   | 3:57:50      | 3:53:26 ЛР    | 19 / 26 (35)  |                       |                      |                       |              |        |
| Мартин Тистан   | 50 км ходање   | 4:07:58      | 4:06:11 ЛР    | 24 / 26 (35)  |                       |                      |                       |              |        |
| Матеј Тот       | 50 км ходање   | 3:39:46 НР   | 3:36:21 НР    |               |                       |                      |                       |              |        |
| Матуш Бубеник   | Скок увис      | 2,27         | 2,19          | 9. у гр. Б    |                       |                      | Нису се квалификовали | 18 / 23      |        |
| Лукаш Бер       | Скок увис      | 2,26         | 2,19          | 8. у гр. Б    | 17 / 23               |                      | Нису се квалификовали |              |        |
| Марцел Ломницки | Бацање кладива | 79,16        | 77,06 КВ      | 1. у гр. А    | 76,89                 | 7 / 21 (22)          |                       |              |        |
| Патрик Женух    | Бацање копља   | 84,83        | 74,19         | 10. у гр. A   | Нису се квалификовали | 23 / 30 (32)         |                       |              |        |
| Мартин Бенак    | Бацање копља   | 79,90        | 75,67         | 10. у гр. Б   | Нису се квалификовали | 20 / 30 (32)         |                       |              |        |

### Жене
| Атлетичарка         | Дисциплина     | Лични рекорд | Квалификације | Квалификације | Полуфинале            | Полуфинале            | Финале                | Финале       | Детаљи |
| Атлетичарка         | Дисциплина     | Лични рекорд | Резултат      | Место         | Резултат              | Место                 | Резултат              | Место        | Детаљи |
| ------------------- | -------------- | ------------ | ------------- | ------------- | --------------------- | --------------------- | --------------------- | ------------ | ------ |
| Александра Безекова | 100 м          | 11,55        | 11,87         | 7. у гр. 2    | Нису се квалификовале | Нису се квалификовале | Нису се квалификовале | 34 / 36 (37) |        |
| Ленка Кршакова      | 100 м          | 11,53        | 11,74         | 7. у гр. 4    | Нису се квалификовале | Нису се квалификовале | Нису се квалификовале | 30 / 36 (37) |        |
| Ленка Кршакова      | 200 м          | 23,70        | 24,69         | 7. у гр. 1    | Нису се квалификовале | Нису се квалификовале | Нису се квалификовале | 32 / 35      |        |
| Ивета Путалова      | 400 м          | 53,65        | 53,25 ЛР      | 6. у гр. 2    | Нису се квалификовале | Нису се квалификовале | Нису се квалификовале | 19 / 29      |        |
| Луција Клосова      | 1.500 м        | 4:02,99 НР   | 4:14,77       | 11. у гр. 2   |                       |                       | Није се квалификовала | 16 / 25      |        |
| Катарина Берешова   | 10.000 м       | 33:11,66     |               |               |                       |                       | 33:28,60              | 19 / 24 (26) |        |
| Луција Сланикова    | 400 м препоне  | 56,96 НР     | 57,56         | 5. у гр. 4    | Није се квалификовала | Није се квалификовала | Није се квалификовала | 18 / 24 (26) |        |
| Силвија Салговицова | 4 х 400 м      | 3:37,16 НР   | 3:39,55       | 7. у гр. 2    |                       |                       | Нису се квалификовале | 14 / 16      |        |
| Александра Штукова  | 4 х 400 м      | 3:37,16 НР   | 3:39,55       | 7. у гр. 2    |                       |                       | Нису се квалификовале | 14 / 16      |        |
| Андреа Холјеиова    | 4 х 400 м      | 3:37,16 НР   | 3:39,55       | 7. у гр. 2    |                       |                       | Нису се квалификовале | 14 / 16      |        |
| Ивета Путалова²     | 4 х 400 м      | 3:37,16 НР   | 3:39,55       | 7. у гр. 2    |                       |                       | Нису се квалификовале | 14 / 16      |        |
| Мариа Цзакова       | 20 км ходање   | 1:34:13      |               |               |                       |                       | 1:38:38               | 25 / 25 (29) |        |
| Марија Галикова     | 20 км ходање   | 1:33:03      | 1:32:03 НР    | 17 / 25 (29)  |                       |                       |                       |              |        |
| Јана Велдјакова     | Скок удаљ      | 6,72         | 6,24          | 9. у гр. А    |                       |                       | Није се квалификовала | 17 / 27 (28) |        |
| Дана Велдјакова     | Троскок        | 14,51 НР     | 13,86 кв      | 3. у гр. А    | 13,87                 | 6 / 23                |                       |              |        |
| Мартина Храшнова    | Бацање кладива | 76,90 НР     | 73,05 КВ      | 1. у гр. A    | 74,66                 |                       |                       |              |        |
| Никола Ломницка     | Бацање кладива | 71,58        | 67,18 кв      | 7. у гр. Б    | 67,39                 | 8 / 22 (25)           |                       |              |        |

- Такмичарке у штафети обележене бројем трчале су и у појединачним дисциплинама.

#### Седмобој
| Дисциплина    | Лусија Мокрашова | Лусија Мокрашова | Лусија Мокрашова | Лусија Мокрашова | Лусија Мокрашова | Лусија Мокрашова |
| Дисциплина    | Лич. рек.        | Резултат         | Бод.             | Плас.            | Укупно           | Плас.            |
| ------------- | ---------------- | ---------------- | ---------------- | ---------------- | ---------------- | ---------------- |
| 100 м препоне | 13,86            | 14,01            | 977              | 16               |                  |                  |
| Скок увис     | 1,78             | 1,70             | 855              | 20               | 1.832            | 23.              |
| Бацање кугле  | 12,84            | 12,69            | 707              | 21               | 2.539            | 23.              |
| 200 м         | 24,28            | 24,31            | 951              | 3                | 3.490            | 19.              |
| Скок удаљ     | 6,03             | 5,75             | 774              | 18               | 4.264            | 18.              |
| Бацање копља  | 36,67            | 38,73 ЛР         | 639              | 21               | 4.903            | 21.              |
| 800 м         | 2:19,47          | 2:19,27 ЛР       | 833              | 15               |                  |                  |
| Седмобој      | 5.789            |                  |                  |                  | 5.736            | 20 / 20 (24)     |